# Pere Munar Bañón
Pere Munar Bañón (Lérida, Cataluña, España, 25 de enero de 1978) es un exárbitro de baloncesto español de la Liga ACB, actualmente del Grupo 1 de la FEB. Pertenece al Comité de Árbitros Catalán.

## Trayectoria
Empezó a arbitrar en 1994, y en 12 años se plantó a la Liga ACB. Antes de conseguir el ascenso a la máxima categoría nacional, ya había participado en dos ocasiones en la Liga de Verano de la ACB. También cuenta con participaciones en la Copa de la Reina y Circuito Sub-20.
En septiembre de 2018, el Departamento Arbitral de la ACB decidió no renovar su contrato, descendiendo así de la Liga ACB junto a Antonio Sacristán, Carlos Sánchez Monserrat y Víctor Mas.

## Temporadas
| Categoría           | País     | Año               |
| ------------------- | -------- | ----------------- |
| Escuela de árbitros | Cataluña | 1994 - 1998       |
| Comité de árbitros  | Cataluña | 1998 - 2001       |
| Liga EBA            | España   | 2001 - 2003       |
| Liga LEB            | España   | 2003 - 2006       |
| Liga ACB            | España   | 2006 - 2018       |
| Grupo 1 (FEB)       | España   | 2018 - Actualidad |